# اچ‌ام‌اس دلایت (اچ۳۸)
اچ‌ام‌اس دلایت (اچ۳۸) (به انگلیسی: HMS Delight (H38)) یک کشتی بود که طول آن ۳۲۹ فوت (۱۰۰٫۳ متر) بود. این کشتی در سال ۱۹۳۲ ساخته شد.